# Diamentowa afera
Diamentowa afera (oryg. Blue Streak) – amerykańska komedia z 1999 roku w reżyserii Lesa Mayfielda.

## Fabuła
Włamywacz Miles Logan bierze udział we włamaniu do wieżowca, w którym znajduje się diament wartości 20 mln dolarów. Przywódca grupy chce zagarnąć diament dla siebie, morduje więc swoich towarzyszy. Milesowi udaje się jednak uciec z diamentem. Ukrywa go na pobliskiej budowie, chwilę potem zostaje aresztowany. Odbywszy karę więzienia, Miles wraca na miejsce budowy, gdzie zastaje nowy posterunek policji. Logan zatrudnia się jako stróż prawa, próbując za wszelką cenę odzyskać skarb.

## Obsada
- Martin Lawrence jako Miles Logan
- Luke Wilson jako Carlson
- Peter Greene jako Deacon
- Dave Chappelle jako Tulley
- Nicole Ari Parker jako Melissa Green